# HZA

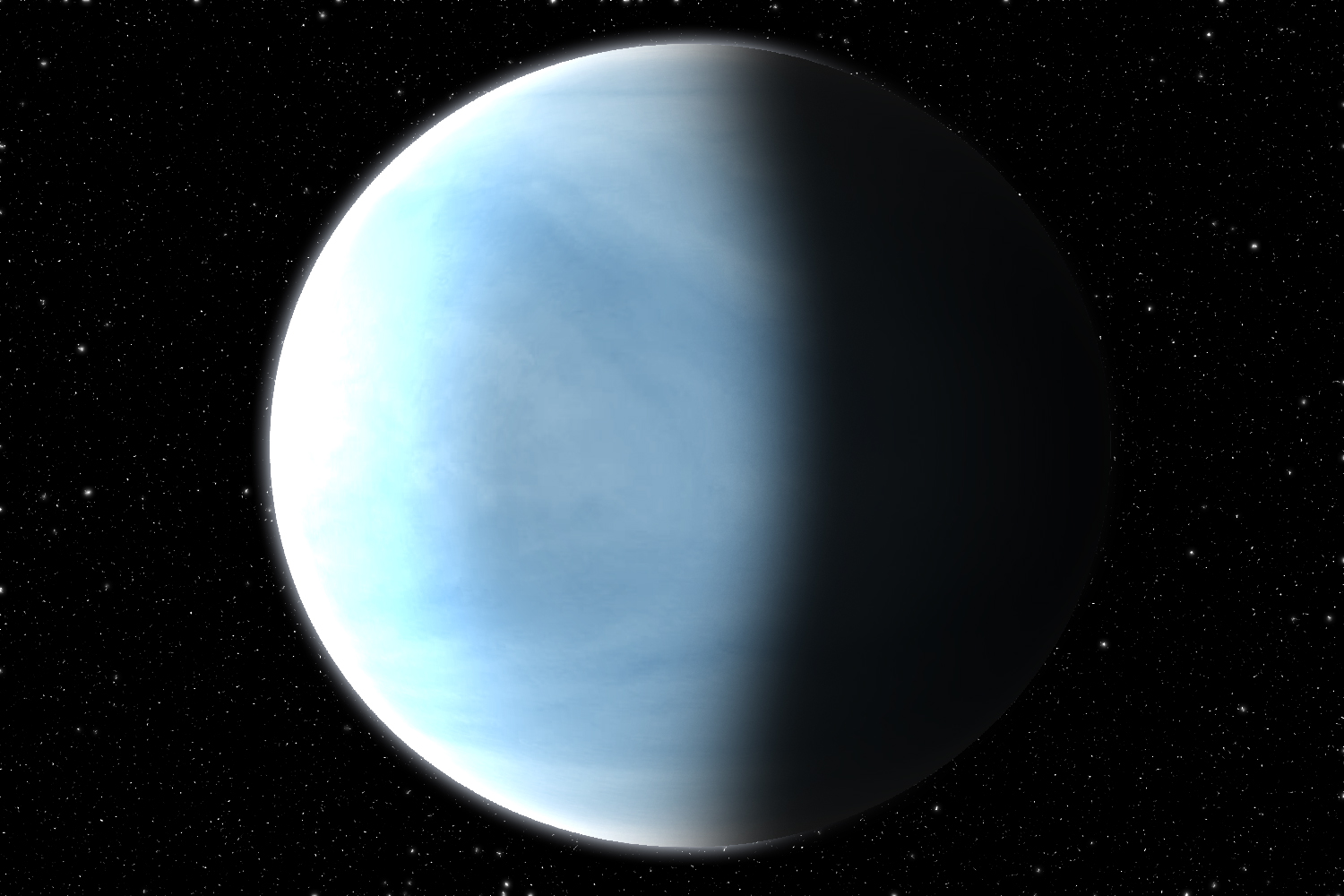
Es probable que los exoplanetas con HZA superior a +0,3 sean gigantes gaseosos, como ocurre con Kepler-283c (0,69).

El HZA (por sus siglas en inglés: Habitable Zone Atmosphere) es un indicador elaborado por el Laboratorio de Habitabilidad Planetaria («PHL») de la UPRA para medir el potencial de un planeta para sostener una atmósfera habitable. Se calcula a partir de la masa, radio y temperatura de equilibrio del objeto. En teoría, un exoplaneta debe contar con un HZA superior a -1 (atmósfera muy tenue o inexistente) e inferior a +1 (gigante gaseoso) para ser potencialmente habitable, aunque es posible que el margen real sea muy inferior (por encima de -0,9 y por debajo de +0,3).
Suponiendo que un valor cero se correspondería con un HZA perfecto para la vida, los exoplanetas confirmados que más se aproximan son Kepler-296e (0,04) y Kepler-442b (-0,06). En comparación con la Tierra (-0,52), el más próximo es Kepler-438b (-0,49), que también ocupa el primer puesto del catálogo de exoplanetas confirmados por Índice de Similitud con la Tierra.

## Atmósfera planetaria
La mayoría de las formas de vida conocidas necesitan algunos ingredientes atmosféricos básicos, como el dióxido de carbono y el oxígeno. Si un planeta cuenta con estos gases desde su formación, puede perderlos lentamente si su masa, tamaño y temperatura no son adecuados. En general, los objetos más cálidos y pequeños tienden a carecer de atmósferas, al contrario que los grandes y fríos (asumiendo que su temperatura no sea lo bastante baja como para provocar un colapso atmosférico, es decir, la precipitación de los gases que componen su atmósfera en forma líquida o sólida).
Las investigaciones del equipo de Courtney Dressing, del Harvard-Smithsonian Center for Astrophysics (CfA), prueban la existencia de un límite de unos 1,6 radios terrestres (R⊕), que separa a los planetas terrestres de los gigantes gaseosos. Cualquier cuerpo planetario que exceda ese límite tiene una alta probabilidad de ser de tipo minineptuno. Puesto que la mayor parte de los elementos pesados de los discos protoplanetarios tienden a acumularse en regiones próximas a la estrella y que los vientos estelares tienen una menor capacidad de erosión atmosférica en objetos distantes, la probabilidad de que un planeta sea gaseoso será mayor cuanto más alejado este de su estrella.
Otro aspecto fundamental para la vida que guarda relación con la atmósfera planetaria, es la capacidad de un objeto para mantener una cantidad significativa de nitrógeno. Su importancia para la vida en la Tierra, más allá del sostenimiento de la cadena alimenticia, se ve reforzado por su capacidad para formar trampas de frío (capas atmosféricas considerablemente más frías que las inferiores y superiores), que reducen la erosión de los vientos estelares sobre la superficie del planeta. Además, puesto que el nitrógeno es el elemento más ligero tras el hidrógeno y el helio, un objeto capaz de retener el nitrógeno que acumuló tras su formación debería ser capaz de mantener todos los compuestos más pesados imprescindibles para la vida tal y como la conocemos (como el agua, el dióxido de carbono, el amoníaco y el metano).

## Cálculo del HZA
El HZA se calcula mediante la masa, radio y temperatura de equilibrio del planeta. En teoría, un exoplaneta debe tener un HZA superior a -1 e inferior a +1 para ser potencialmente habitable, si bien extrapolando los estudios del equipo de Courtney Dressing es muy probable que todos los planetas con un HZA superior a +0,3 sean gaseosos (llegando a un máximo de +0,1 si pertenecen al confín interno de la zona habitable). Como referencia, el HZA de la Tierra es de -0,52.

### Expresión matemática
El HZA de un planeta se calcula mediante:
| {\displaystyle \ HZA={\frac {2{\sqrt {m/r}}-{v_{eH}}-{v_{eN}}}{{v_{eH}}-{v_{eN}}}}} |                                                            |                                               |
| {\displaystyle \ v_{eN}={\sqrt {\frac {zT_{eq}}{M_{wN}}}}}                          | {\displaystyle \ v_{eH}={\sqrt {\frac {zT_{eq}}{M_{wH}}}}} | {\displaystyle \ r=m{\frac {M_{w}}{zT_{eq}}}} |

Donde m y r representan la masa y el radio del planeta en unidades terrestres (R⊕ y M⊕), Teq es la temperatura de equilibrio en kelvins (calculado con un albedo de 0,3), Mw es el peso atómico del N (14 g/mol) o H (1 g/mol), z es una constante equivalente a 2×10-2, MwN = 14 g/mol y MwH = 1 g/mol.

## HZA de exoplanetas confirmados
A continuación, figura una lista de los exoplanetas confirmados con mayor Índice de Similitud con la Tierra ordenados en función de este y sus respectivos HZA:
| Planeta          | IST  | HZA   |
| ---------------- | ---- | ----- |
| Kepler-438b      | 0,88 | -0,49 |
| Kepler-296e      | 0,85 | 0,04  |
| Gliese 667 Cc    | 0,84 | 0,21  |
| Kepler-442b      | 0,84 | -0,06 |
| Kepler-62e       | 0,83 | 0,28  |
| Kepler-452b      | 0,83 | 0,30  |
| Gliese 832 c     | 0,81 | 0,43  |
| EPIC 201367065 d | 0,80 | 0,06  |
| Kepler-283c      | 0,79 | 0,69  |
| Tau Ceti e       | 0,78 | 0,16  |